# Ayawaso East Municipal District
Der Distrikt Ayawaso East Municipal District ist einer von 29 Distrikten der Greater Accra Region in Ghana. Er hat eine Größe von 3,7 km² und 53.004 Einwohner (2021). 

## Geschichte
Ursprünglich war er 1988 Teil des damals größeren Accra Metropolitan District, bis ein kleiner Teil des Distrikts am 15. März 2018 abgespalten wurde, um den Ayawaso East Municipal District zu gründen; der verbleibende Teil wurde somit als Accra Metropolitan District beibehalten. Der Bezirk befindet sich im zentralen Teil der Greater Accra Region und hat Nima als Hauptstadt.

## Einwohnerentwicklung
Die folgende Übersicht zeigt die Einwohnerzahlen nach dem jeweiligen Gebietsstand.
| Jahr | Einwohner |
| ---- | --------- |
| 2010 | 83.721    |
| 2021 | 53.004    |